# 서진캠
주식회사 서진캠은 경기도 평택시 청북산단로 31에 본사를 둔 자동차 엔진 부품 제조 기업이다.